# Frank Stella
Frank Philip Stella (Malden, 12 maggio 1936 – New York, 4 maggio 2024) è stato un pittore e scultore statunitense minimalista. Visse e lavorò dividendosi tra New York e Newburgh.

## Biografia
Frank Stella nacque il 12 maggio 1936 a Malden, un sobborgo di Boston, primogenito dei tre figli di Frank Stella, un ginecologo, e di Constance Aida Santonelli, una casalinga che studiò in una scuola di design.

### Formazione
Tra il 1950 e il 1954 frequentò la Phillips Academy di Andover, dove frequentò le lezioni di Patrick Morgan studiando pittura e storia dell'arte in compagnia di Carl Andre. Nel 1958 terminò gli studi alla Princeton University, New Jersey, laureandosi in storia. All'università incontrò Michael Fried, anche lui studente a Princeton e seguì i corsi tenuti da William Seitz, futuro curatore del MoMA e Stephen Greene. In quegli stessi anni iniziò a visitare i musei e le gallerie d'arte di New York.

### Tardi anni '50 - Inizi anni '60
Nell'estate del 1958 si trasferì a New York, prendendo in affitto un loft in Eldridge Street. All'età di 23 anni ebbe la possibilità di esporre quattro Black Paintings al MoMA in occasione della mostra Sixteen Americans (16 dicembre 1959 - 17 febbraio 1960) curata da Dorothy Miller, che lo scoprì grazie alla galleria Tibor de Nagy dove, dal 7 al 25 aprile 1959, nella mostra Selections venne esposta l'opera Club Onix. Inoltre durante la pianificazione di Sixteen Americans, nell'estate del 1959, Miller fece visita insieme a Leo Castelli allo studio di Stella. I Black Paintings furono introdotti, nel catalogo della mostra, da Carl Andre. Contemporaneamente prese parte alla mostra Three Young Americans, allestita all'Allen Memorial Art Museum dell'Oberlin College, in Ohio. Nell'agosto del 1959 entrò a far parte della scuderia di artisti di Leo Castelli. Infatti, dal 27 settembre al 15 ottobre 1960, gli spazi della Leo Castelli Gallery di New York ospitarono un percorso espositivo incentrato su Stella, che in seguito tornò ad esibire i propri lavori nella galleria del collezionista italo-americano. In aggiunta, durante i primi sei mesi a New York, Stella lavorò, dai tre ai quattro giorni a settimana, come imbianchino. Fu anche questo il motivo che lo spinse ad impiegare, per la realizzazione dei quadri, pigmenti pastosi e a basso costo solitamente utilizzati dagli imbianchini acquistati ad Essex Street nelle botteghe dei commercianti di vernici.
Nel 1961, in compagnia di Sidney Guberman, viaggiò in Florida per vedere le costruzioni di Frank Lloyd Wright. Sempre nel 1961 viaggiò anche in Europa facendo tappa in Gran Bretagna, Spagna e Francia, ma riuscendo anche a visitare le moschee e i giardini del Marocco. In Spagna visitò a Siviglia, Cordova e Granada. Inoltre a Londra, nell'inverno del 1961, sposò la critica d'arte Barbara Rose con Michael Fried che fece da testimone. Nel 1969 la coppia divorziò dopo aver avuto due figli: Rachel e Michael Stella.

Nel febbraio 1962 tornò in America. Nell'estate del 1963 fu nominato artista residente presso il Dartmouth College di Hanover, New Hampshire, iniziando quindi ad insegnare pittura. Trascorse l'inverno viaggiando in Iran in compagnia di Henry Geldzahler, curatore del MoMA, e sotto la raccomandazione dei coniugi Woodward direttori di una fondazione per selezionare le opere d'arte da inserire nelle ambasciate americane. In quanto commissario degli Stati Uniti per la Biennale di Venezia Alan Solomon, direttore del Jewish Museum di New York, lo inserì, insieme a John Chamberlain, Claes Oldenburg e Jim Dine nel gruppo di giovani artisti che esposero alla XXXII Biennale (20 giugno - 18 ottobre 1964). Le opere di Stella, insieme a quelle di Robert Rauschenberg, Jasper Johns, Chamberline, Dine e Oldenburg furono allestite nel palazzo dell'ex consolato americano situato sul Canal Grande, nei pressi di San Gregorio. 

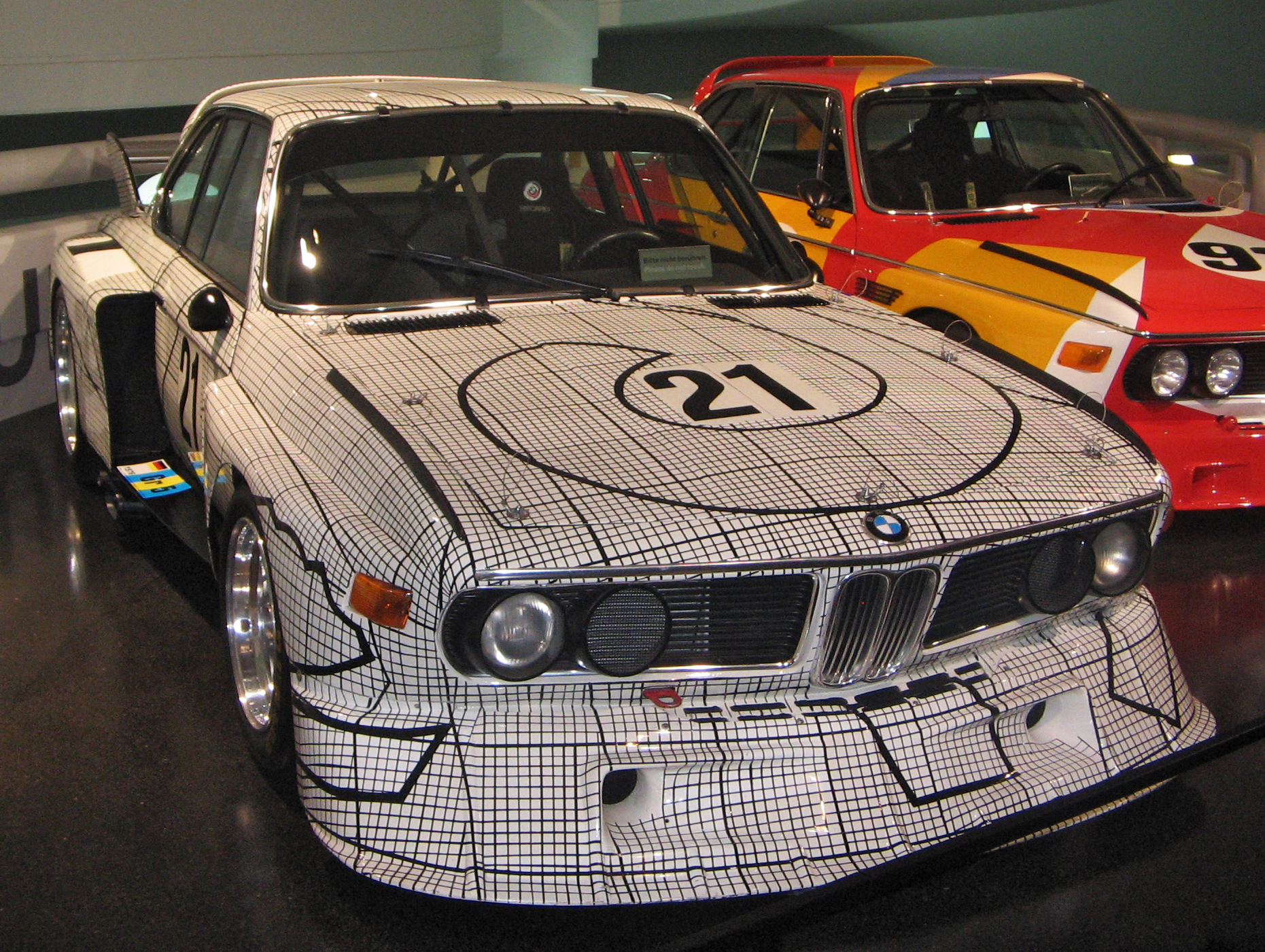
Frank Stella, BMW 3.0 CSL, 1976, Monaco di Baviera, BMW Museum

### Metà anni '60 - Anni '70
Nell'inverno del 1965 visitò il Brasile fermandosi a Rio de Janeiro e São Paulo. Il 14 ottobre 1966 prese parte alla performance Open Score di Rauschenberg. Dal 15 al 16 aprile 1966 partecipò al simposio The current moment in art sponsorizzato dall'Art Institute di San Francisco. Nel gennaio 1967 si trasferì a Irvine, in California, dopo essere stato nominato artista residente presso l'università della California, ma non insegnandovi dato che non pronunciò il giuramento di fedeltà allo stato della California. Durante l'estate si recò a Regina, in Canada, per insegnare pittura in un workshop estivo promosso dall'università del Saskatchewan. Sempre nel 1967, a Tokyo, si aggiudicò il first prize della Biennial Exhibition of Paintings. Questo fu anche l'anno in cui Stella e l'incisore Kenneth Tyler avviarono una collaborazione durata poi quasi 35 anni e che portò alla produzione di circa 400 edizioni di stampa. 

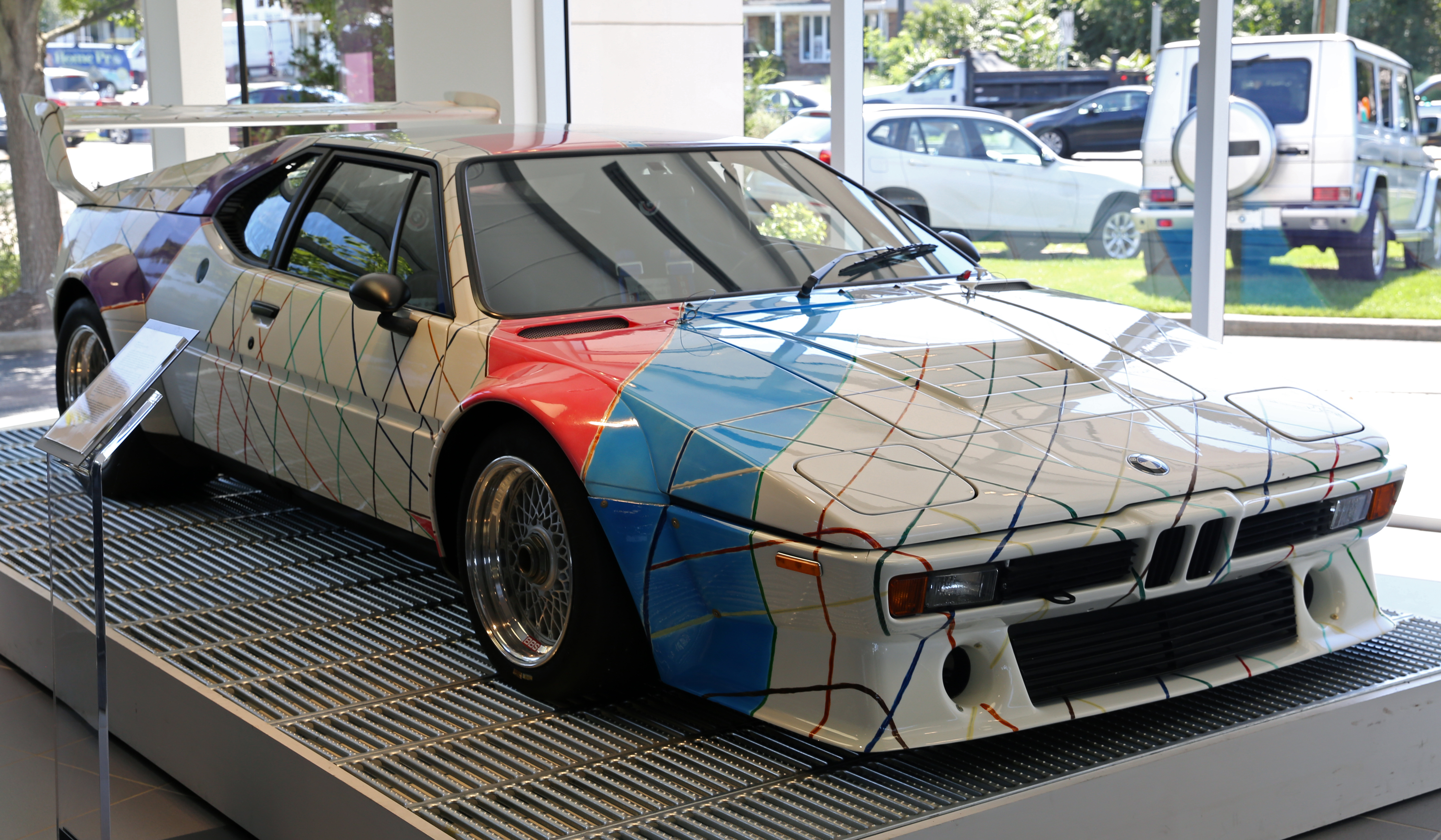
Frank Stella, BMW M1 Pro car-painting, 1979, Southampton

Nell'aprile 1976 prese parte al progetto BMW Art Car, ideato dall'automobilista Hervé Poulain. Per tale progetto dovette dipingere la carrozzeria di una BMW 3.0 CSL che fu guidata poi, nel giugno 1976, da Peter Gregg e Brian Redman a Le Mans. Nel febbraio 1978, a New York, si sposò con la pediatra Harriet McGurk. La coppia ebbe due figli: Peter e Patrick Stella.

### Anni '80 - Anni '90
Nel 1981 il sindaco di New York gli consegnò l'Award for Arts and Culture. Dal settembre 1982 al giugno 1983 gli fu concessa la residenza all'accademia americana di arte e lettere di Roma, permettendogli di approfondire l'arte di Caravaggio e Rubens. Successivamente, in occasione della mostra The Age of Caravaggio tenutasi al MET nel 1985, scrisse un articolo sul pittore italiano pubblicato poi sul New York Times.

Frank Stella, Memantra, New York, MET, 2005

A partire dagli anni '90 Stella cominciò a sperimentare anche nel campo dell'architettura con cui entrò in contatto già in passato dato che, negli anni '50, condivise lo studio di New York con l'architetto Richard Meier.

### Anni 2000
Nel 2001 fu insignito della Gold Medal of the National Arts Club. Il 1º maggio 2007 il MET inaugurò due mostre su Stella. La prima, Frank Stella: Painting into Architecture (1º maggio - 29 luglio 2007), riunì alcuni dei progetti architettonici che l'artista ideò tra gli anni '90 e 2000; mentre nella seconda, Frank Stella on the Roof (1º Maggio - 28 ottobre 2007), a scandire il percorso furono delle sculture monumentali in acciaio come Memantra (2005).
Nel 2009 il presidente Barack Obama consegnò all'artista la National Medal of Arts. Dal 7 febbraio al 6 maggio 2012 alcune opere di Stella furono ospitate nel palazzo delle Esposizioni di Roma in occasione della mostra Il Guggenheim. L'avanguardia americana 1945–1980 curata da Lauren Hinkson. Nel 2016 vinse il Lotos Foundation Prize nell'ambito delle arti e delle scienze. Nel 2018 cedette a Christie's una selezione di opere d'arte provenienti dalla sua collezione privata, figurando tra queste anche lavori di Joan Miró, David Hockney e Jan Sanders van Hemessen.

### Retrospettive
Dal 24 marzo al 2 giugno 1970 il MoMA dedicò a Stella una prima retrospettiva, allestita dal curatore William S. Rubin che successivamente, sempre al MoMA, curò anche una seconda retrospettiva (12 ottobre 1987 - 5 gennaio 1988) di Stella dove vennero raccolti i lavori realizzati dal 1970 al 1987. Dal 30 ottobre 2015 al 7 febbraio 2016 il Whitney Museum of American Art, in collaborazione con il Modern Art Museum di Fort Worth, presentò una retrospettiva di Stella. Il museo espose 100 opere ripercorrenti la carriera dell'artista a partire dalla metà degli anni '50 per arrivare agli anni 2000.

## Attività

### Gli anni alla Phillips Academy e alla Princeton University
Fu durante gli anni delle medie, con le lezioni di arte, che si avvicinò al disegno e in particolare all'uso dei pastelli scoperti attraverso le opere di Degas, scoraggiandosi però inizialmente in quanto non molto capace nel disegno dal vero.
Durante gli anni alla Phillips Academy studiò le composizioni astratte rendendo Stella il primo artista, della tradizione moderna, ad essersi formato interamente attraverso la pittura astratta. Infatti gli artisti dell'espressionismo astratto si forgiarono, nel periodo tra le due guerre, partendo dalla pittura figurativa. Ad Andover, seguendo l'esempio di Morgan, spesso svolse i lavori andando a raschiare, con una spatola di metallo, la pittura ad olio stesa su del cartone rivestito di gommalacca. Comunque, grazie alle aule studio e ai materiali messi a disposizione dalla scuola, ebbe modo di dedicarsi molto alla sperimentazione.
L'interesse per l'espressionismo astratto andò consolidandosi durante gli anni trascorsi all'Università di Princeton dove seguì il corso di storia dell'arte di William Seitz, che nella tesi di dottorato approfondì proprio l'espressionismo astratto. Nel '66, in un'intervista per il programma “U.S.A. Artists”, Stella confessò che ciò che lo attrasse dell'espressionismo astratto, furono le dimensioni dei dipinti, la fisicità e la totalità del gesto.

### Black Paintings (1958 - 1960)
Negli ultimi mesi trascorsi a Princeton creò delle composizioni basate sul susseguirsi di bande o strisce. Queste opere, dai titoli rimandanti ad alcuni quartieri di New York come Coney Island o Astoria, furono, da una parte, il ponte che condusse alla serie dei Black Paintings, ma dall'altra incarnarono la necessità di prendere le distanze dal precedente espressionismo astratto.
Fu a New York, sul finire del 1958, che avviò la serie dei Black Paintings. Stella si approcciò a questa serie concentrandosi su ogni singolo quadro non avendo una visione unitaria, una metododica intuibile anche dagli schizzi preparatori caratterizzati da schemi definiti in maniera molto sommaria. Tali schemi vennero poi riportati sulle tele interamente a mano libera. Ciò comportò la peculiare asimettria delle strisce parallele e ripetute, risultando sbilenche e asimmetriche se osservate da vicino, producendo così effetti tutt'altro che geometrici, come nei quadri Turkish Mambo (1959) o Die Fahne Hoch! (1959).
La serie risultò quindi distinguibile in due gruppi:
- Il primo, costituito dalle opere dipinte tra il 1958 e l'autunno 1959, con bande molto lineari e parallele al bordo della tela come ad esempio Tomlinson Court Park (1959).
- Il secondo, composto dalle opere dipinte tra l'inverno 1959 e il 1960, con linee parallele alle diagonali delle aree secondo la ripartizione della tela come ad esempio Tuxedo Park (1960).

Tuttavia, l'artista intese l'espressività dei dipinti nella modalità d'impiego dei motivi nelle singole opere, focalizzando quindi l'attenzione sulla dimensione, sulla larghezza delle fasce, sulla lavorazione e sulla tipologia di vernice utilizzata.
Peculiare di questa serie fu poi il legame con l'architettura a cui Stella si interessò già durante gli anni universitari quando approfondì la Scuola di Chicago e lo Stile Internazionale. Dall'architettura recuperò le dimensioni imponenti traducendole in grandi tele in fusione con le pareti riuscendo così ad imporsi sullo spettatore, effetto impossibile da ottenere realizzando quadri da cavalletto, con la possibilità quindi di essere ignorati dall'osservatore a causa delle ridotte dimensioni. Altre citazioni architettoniche si ebbero nella scelta dei titoli come Reichstag (1958) con un'allusione alla pianificazione urbanistica della Berlino nazista.
Oltre a titoli di questo tipo, ve ne furono anche altri più chiaramente riferenti all'Olocausto come ad esempio Arbeit Macht Frei (1967), ovvero la scritta posta all'ingresso di Auschwitz. Nella tela l'artista tracciò linee bianche su sfondo nero creando un motivo cruciforme dallo sviluppo orizzontale. La scelta di associare titoli di questo tipo a delle opere minimaliste, spesso etichettate come “senza titolo”, furono la testimonianza dell'interesse di Stella per la storia contemporanea.
La serie in questione entrò negli anni successivi in dialogo con le opere di Jasper Johns, in particolare con le bandiere che Stella vide, per la prima volta, nella personale di Johns allestita alla Leo Castelli Gallery nel gennaio 1958. Sempre nell'intervista del 1966 spiegò, ad Alan Solomon, che dopo la visione della mostra cominciò a pensare molto all'idea della ripetizione ammirata nelle bandiere di Johns. Oltre a ciò la serie venne influenzata anche dalla concezione di “arte per l'arte” di Ad Reinhardt. Dal lavoro di Pollock, Stella riprese per i Black Paintings la pittura all over percepibile nell'estensione su tutta la tela, nell'immediatezza del gesto e nell'impiego di smalti industriali e di alluminio.
Esplicativa a tal proposito, fu la descrizione che Carl Andre fece dell'arte di Stella e dei Black Paintings all'interno del catalogo della mostra Sixteen Americans: «L'arte è l'esclusione del superfluo. Frank Stella ha ritenuto necessario dipingere strisce. Non c'è nient'altro nei suoi dipinti. Non è interessato alla sensibilità o alla personalità sua o del dipinto. È interessato alle necessità della pittura. La pittura non è simbolica. Le sue strisce sono il percorso del pennello sulla tela. Questi percorsi conducono esclusivamente alla pittura».

### Polish Village (1971 - 1973)
Altra serie ispirata all'architettura fu Polish Village, una riflessione sulla storia degli ebrei e, nello specifico, sulla distruzione delle sinagoghe polacche da parte dei nazisti. Fu quindi una serie mirata ad essere l'espressione di un compromesso tra la forma artistica e la testimonianza storica.
Nella vasta serie furono comprese opere a tecnica mista e disegni preparatori ispirati all'architettura e ai dettagli delle sinagoghe polacche del XVII-XIX secolo devastate negli anni del Terzo Reich. Stella utilizzò come titoli i nomi di comunità e sinagoghe polacche quali Piaski, Lanckorona, Felsztyn, Mogielnica, Jablonow, Nasielk, Kozangrodek e Lunna. L'interesse per questo tema nacque dal libro Wooden Synaogues di Maria e Kazimierz Piechotka regalatogli dall'amico Richard Meier.
Già sul finire degli anni '60 Stella avviò una sperimentazione per sfruttare materiali diversi, dalla carta al feltro, dal legno alla tela dipinta guardando alla tridimensionalità. La serie Polish Village fu, infatti, già una prima manifestazione di questa pluralità materica. Le opere furono realizzate con la tecnica del collage facendo largo uso del legno, materiale impiegato anche nell'architettura provinciale polacca.

### Exotic Birds (1975 - 1980)
Nel 1975 iniziò a elaborare, realizzando 28 disegni su carta millimetrata, una nuova serie conosciuta come Exotic Birds, una serie preannunciante un cambio di stile dove, infatti, la rettilinearità e la monocromia dei Black Paintings furono sostituite da un'improvvisazione, almeno in apparenza, di forme libere, roteanti e curvilinee esaltate da colori esotici. L'artista chiamò le opere di questa serie con i nomi da uccelli estinti o in via di estinzione come il piccione blu portoricano e il picchio di Okinawa.

### Ultimi anni
Negli ultimi anni si dedicò anche all'esplorazione delle possibilità della stampa 3D, della fibra di vetro, della fibra di carbone e dei tubi di alluminio, realizzando opere tridimensionali accostandosi sempre più all'architettura.

## Opere (selezione)

### Europa
Italia
- Gray Scramble, 1968-69, olio e matita su tela, 175,3 x 175,3 cm, Venezia, Peggy Guggenheim Collection

Francia
- Mas o Menos, 1964, polvere metallica in emulsione acrilica su tela, 300 x 418 cm, Parigi, Centre Pompidou
- Flin-Flon IV, 1970, acrilico su tela, 274,5 x 274,5 cm, Parigi, Centre Pompidou
- Parzeczew II - Polish village, 1971, collage, 285,5 x 284 x 8,2 cm, Parigi, Centre Pompidou
- Furg, 1975, litografia a 5 colori e serigrafia a 6 colori su carta Arches, 43,2 x 56 cm, Parigi, Centre Pompidou
- La vecchia dell’orto, 1986, vernice acrilica, vernice gliceroftalica, vernice fluorescente su 11 elementi e pannello in alluminio a nido d’ape, 305 x 348 x 150 cm, Parigi, Centre Pompidou
- Polombe, 1994, acrilico su tela, 335 x 960 x 8,2 cm, Parigi, Centre Pompidou
- Konskie II - Polish village, 1971, 284 x 256 x 15 cm, Nancy, Musée des beaux-arts
- Agbatana II, 1968, acrilico su tela, 305 x 458 x 8 cm, Saint-Étienne, Musée d'art moderne et contemporain de Saint-Étienne Métropole
- Parczeczew - Polish village, 1971, feltro, acrilico, lacca e tela su spessori di cartone su struttura in legno, 290 x 280 x 10 cm, Saint-Étienne, Musée d'art moderne et contemporain de Saint-Étienne Métropole
- Fladrine, 1994, acrilico su tela, 335 x 731,5 x 7 cm, Saint-Étienne, Musée d'art moderne et contemporain de Saint-Étienne Métropole

Spagna
- Untitled, 1966, acrilico su tela, 91,5 x 91,5 cm, Madrid, Museo Nacional Thyssen-Bornemisza

Portogallo
- Hagamatana II, 1967, pittura polimerica fluorescente su tela, 305,4 x 458 x 7,5 cm, Lisbona, Museo Berardo

Germania
- Tomlinson Court Park I, 1959, smalto nero opaco su tela, 220 x 280 cm, Essen, Museum Folkwang
- Basra Gate III, 1969, acrilico su tela, 240 x 450 cm, Essen, Museum Folkwang
- The Honor and Glory of Whaling, tecnica mista su alluminio e magnesio, 247,7 x 247,7 x 90,8 cm, Essen, Museum Folkwang

Ungheria
- FS67-152 Itata, 1968, litografia su carta, Budapest, Ludwig Múzeum
- FS67-154 Black Adder, 1968, litografia su carta, Budapest, Ludwig Múzeum
- FS67-156 Quathlamba II, 1968, litografia su carta, Budapest, Ludwig Múzeum

Olanda
- Tuxedo Junction, 1960, pittura sintetica su tela, 311,9 x 187 x 7 cm, Eindhoven, Van Abbemuseum
- Effingham I, 1967, acrilico su tela, 327 x 335,5 x 10,1 cm, Eindhoven, Van Abbemuseum

Inghilterra
- Six Mile Bottom, 1960, pittura alchidica su tela, 3000 × 1822 mm, Londra, TATE
- Hyena Stomp, 1962, pittura alchidica su tela, 1956 × 1956 mm, Londra, TATE
- Untitled (Rabat), 1964, serigrafia su carta, 457 × 457 mm, Londra, TATE
- Untitled, 1967, litografia su carta, 381 × 559 mm, Londra, TATE
- Guadalupe Island, Caracara, 1979, lacca, inchiostro serigrafico, vernice acrilica, perline, pastello, vetro, glitter in alluminio, resina su pannello a nido d'ape in alluminio, 2381 × 3073 × 457 mm, Londra, TATE
- I, 1980, serigrafia e litografia su carta, 978 × 965 mm, Londra, TATE
- II, 1980, serigrafia e litografia su carta, 978 × 965 mm, Londra, TATE
- Swan Engraving I, 1982, acquaforte su carta, 1667 × 1285 mm, Londra, TATE
- Had Gadya: Back Cover, 1982-84, litografia, incisione su linoleum, serigrafia e colorazione a mano su carta, 1450 × 1230 mm, Londra, TATE
- Salta nel mio Sacco, 1984, alluminio e pittura a olio su tela, 3735 × 3250 × 390 mm, Londra, TATE
- Juam, 1997, rilievo, acquaforte, acquatinta, litografia, serigrafia, xilografia e incisione su carta, 2375 × 1545 mm, Londra, TATE
- Iffish, 1998, litografia, serigrafia, acquaforte, acquatinta, rilievo e incisione su carta, 556 × 536 mm, Londra, TATE
- Roncador, 1998, litografia, serigrafia, acquaforte e rilievo su carta, 542 × 554 mm, Londra, TATE
- Stranz, 1999, serigrafia su carta, 1907 × 1056 mm, Londra, TATE
- Schwarze Weisheit #1, 2000, acquatinta e litografia su carta, 845 × 621 mm, Londra, TATE
- Schwarze Weisheit #2, 2000, acquatinta e litografia su carta, 811 × 629 mm, Londra, TATE

Svezia
- K.309, 2012, Abs (Red) And Stainless Steel, 272 x 198 x 86 cm, Stoccolma, Wetterling Gallery
- Love Potion #9, 2016, Elasto Plastic, RPT, Steel, 165 x 144 x 76 cm, Stoccolma, Wetterling Gallery
- Star With Square Tubing, 2016, Stainless Steel 117 x 117 x 117 cm, Stoccolma, Wetterling Gallery
- K.509, 2016, Elasto plastic and stainless steel, 53 x 69 x 53 cm, Stoccolma, Wetterling Gallery
- Tenseg 01 and 05 Variation, 2016, Elasto Plastic and Stainless Steel, 74 x 61 x 49 cm, Stoccolma, Wetterling Gallery

Svizzera
- THE GRAND ARMADA (IRS, NO. 6, 1X), 1989, Aluminium relief, painted, five parts, Riehen, Fondazione Beyeler

### Stati Uniti d'America
- Astoria, 1958, smalto su tela, 245,7 x 245,7 cm, New York, MoMA, dono di Philip Johnson
- Untitled, 1966, matita su carta, 27,9 x 21,5 cm, New York, MoMA, donato da Lawrence Rubin
- Red River Valley, 1958, olio su tela, 230,51 x 200,03 x 6,99 cm, Cambridge, Massachusetts, Harvard University Art Museums
- Hiraqla II, 1967, pittura acrilica su tela, 304,8 x 609,6 cm, Cambridge, Massachusetts, Harvard University Art Museums
- Bechhofen II, 1972, olio, cartone e tessuto su masonite, 243,84 x 259,08 cm, Cambridge, Massachusetts, Harvard University Art Museums
- Sabine Pass, 1962, alchidico su tela grezza, 30,5 x 30,5 cm, New York, Brooklyn Museum, dono di Andy Warhol (uno dei sei della serie)
- Hampton Roads, 1962, alchidico su tela grezza, 30,6 x 30,6 cm, New York, Brooklyn Museum, dono di Andy Warhol
- Tetuan III Number 11 For Meyer Shapiro, 1973, litografia e serigrafia su carta, foglio: 43 x 55,9 cm (16 15/16 x 22 pollici), New York, Brooklyn Museum
- Gran Cairo, 1962, alchidico su tela, 217,3 × 217,3 cm, New York, Whitney Museum of American Art
- Island No. 10, 1971, litografia, 40.6 × 55.9 cm, New York, Whitney Museum of American Art, donato da Anne e Joel Ehrenkranz
- Haines City, 1963, alchidico su tela, 251,5 × 251,5 cm, New York, MET
- Swan Engraving II, 1982, acquaforte, 168,9 x 130,8 cm, New York, MET
- Bilbimtesirol, 1996, litografia, attacco, acquatinta, rilievo, stampaggio, 66 cm, New York, MET
- Egyplosis, 1996, litografia, acquaforte, acquatinta, rilievo, stampa, serigrafia, 65,4 cm, New York, MET
- No smoking (small), 1998, smalto su targa in acciaio, 50,8 x 43,8 x 1,3 cm, New York, MET
- Schwarze Weisheit for DJ, 2000, 120.7 x 101.6 cm, litografia acquaforte, acquatinta, rilievo, New York, MET
- Remembering Henry, 2011, plastica rivestita trasparente, 53,3 × 63,5 × 51,4 cm, New York, MET
- Untitled (Rabat) from X + X (Ten Works by Ten Painters), 1964, serigrafia su carta Mohawk Superfine Cover, 60,96 cm x 50,8 cm, Andover, Phillips Academy, Addison Gallery of American Art
- Star of Persia II, April 1967, litografia su carta millimetrata inglese, 66,04 cm x 81,28 cm, Andover, Philips Academy, Addison Gallery of American Art
- Clinton Plaza - Black Series I, 1967, litografia su carta Barcham Green, 27,15 cm x 21,11 cm, Andover, Philips Academy, Addison Gallery of American Art, (donato dall’artista)
- Arundel Castle - Black series I, 1967, litografia su carta Barcham Green, 35,4 cm x 20,16 cm, Andover, Philips Academy, Addison Gallery of American Art, (donato dall’artista)
- Die Fahne Hoch! - Black series I, 1967, litografia su carta Barcham Green, 33,97 cm x 20,32 cm, Andover, Philips Academy, Addison Gallery of American Art, (donato dall’artista)
- Marriage of Reason and Squalor - Black series I, 1967, litografia su carta Barcham Green, 25.4 cm x 37,94 cm, Andover, Philips Academy, Addison Gallery of American Art, (donato dall’artista)
- Tomlinson Court Park - Black series I, 1967, litografia su carta Barcham Green, 22,86 cm x 30,32 cm, Andover, Philips Academy, Addison Gallery of American Art, (donato dall’artista)
- Getty Tomb - Black series I, 1967, litografia su carta Barcham Green, 22,86 cm x 26,99 cm, Andover, Philips Academy, Addison Gallery of American Art, (donato dall’artista)
- Arbeit Macht Frei - Black Series I, 1967, litografia su carta Barcham Green, 23,65 cm x 37,15 cm, Andover, Philips Academy, Addison Gallery of American Art, (donato dall’artista)
- Club Onyx—Seven Steps - Black series I, 1967, litografia su carta Barcham Green, 22,86 cm x 60,01 cm, Andover, Philips Academy, Addison Gallery of American Art, (donato dall’artista)
- Bethlehem's Hospital - Black series I, 1967, litografia su carta Barcham Green, 22,07 cm x 37,15 cm, Andover, Philips Academy, Addison Gallery of American Art, (donato dall’artista)
- Black Series II, 1967, otto litografie su carta Barcham Green, 43,18 cm x 60,01 cm x 3,18 cm, Andover, Philips Academy, Addison Gallery of American Art
- Talladega Three I, 1982, acquaforte su carta TGL bianca fatta a mano, 167,64 cm x 130,49 cm, Andover, Philips Academy, Addison Gallery of American Art, (donato dall’artista)
- A Bower in the Arsacides dalla Moby Dick Deckle Edges, 1993, litografia, acquaforte, acquatinta, rilievo, collagrafo su TGL bianco, 147,96 cm x 126,05 cm, Andover, Philips Academy, Addison Gallery of American Art
- Aiolio from Imaginery Places III, 1998, litografia, serigrafia, acquaforte, acquatinta e rilievo su carta, 54,61 cm x 72,39 cm, Andover, Philips Academy, Addison Gallery of American Art (Tyler Graphics Ltd. 1974-2001 Collection, donate in onore di Frank Stella)
- Schwarze Weisheit #1 - Schwarze Weisheit Series, 2000, acquatinta e litografia su carta TGL fatta a mano, 94,62 cm x 71,12 cm, Andover, Philips Academy, Addison Gallery of American Art (Tyler Graphics Ltd. 1974-2001 Collection, donate in onore di Frank Stella)
- Gray Scramble (single) VIII, 1968, pittura polimerica sintetica su tela, 175,2 x 175,2 x 7,5 cm, Cleveland, Ohio, Cleveland Museum of Art
- Eccentric Polygons: Sunapee, 1974, litografia e serigrafia, Cleveland, Ohio, Cleveland Museum of Art
- Giufa e la Statua de Gesso, 1985, olio, smalto uretanico, alchidico fluorescente, acrilico e inchiostro da stampa su tela, magnesio inciso, alluminio e fibra di vetro, 311,2 x 404,8 x 67 cm, Cleveland, Ohio, Cleveland Museum of Art
- Çatal Hüyük (level VI B) Shrine VI B.1, 2001, tubo in alluminio e fusione di alluminio, 246,3 x 322,4 x 231 cm, 793,786 kg, Cleveland, Ohio, Cleveland Museum of Art
- Black Adder della V Series, 1968, 40,64 cm x 73,34 cm, litografia a 4 colori, San Francisco, SFMoMA – San Francisco Museum of Modern Art
- River of Ponds I - Newfoundland Series, 1971 (acquisita nel 1982), litografia su carta Arjomari, 80,96 cm x 80,96 cm, San Francisco, SFMoMA – San Francisco Museum of Modern Art
- Rzochow III, 1973, acrilico, tela e feltro di cotone su cartone ondulato, 271,78 cm x 242,89 cm x 11,43 cm, San Francisco, SFMoMA – San Francisco Museum of Modern Art
- Star of Persia, 1967, litografia a sette colori, 66,99 x 82,23 x 3,49 cm, Los Angeles, The Museum of Contemporary Art, donato da Dr. Leopold S. Tuchman
- Michapol I - Polish village, 1971, tecnica mista su tela, 238,76 x 320,04 x 10,16 cm, Los Angeles, The Museum of Contemporary Art, donato da Irwin e Doris Osher
- Wolfeboro - Eccentric Polygons Series, 1974, litografia/serigrafia a otto colori su carta Arches, 55,56 x 43,18 cm, Los Angeles, The Museum of Contemporary Art, donato da The Harold I. Huttas Family Collection
- Puerto Rican Blue Pigeon - Exotic Bird Series, 1977, litografia / serigrafia a colori, 86,04 x 116,52 cm, Los Angeles, The Museum of Contemporary Art, dono di David Gensburg
- Stilfontein, 1982, alluminio a nido d’ape, 261,6 x 276,9 x 162,6 cm, Los Angeles, The Museum of Contemporary Art (The Barry Lowen Collection)
- k.304 (full-size), 2013, acciaio inossidabile e alluminio, 920,1 x 1270 x 1169,7 cm, New York, Marianne Boesky Gallery Chelsea
- Puffed Star II, 2014, alluminio smaltato, 570 x 570 x 570 cm, New York, Marianne Boesky Gallery Chelsea
- Flat Pack Star, 2016, compensato rivestito di betulla del Blatico,121,9 x 121,9 x 121,9 cm, New York, Marianne Boesky Gallery Chelsea
- Stainless split star with truss segments, 2016, stainless steel, 221 x 228.6 x 185,4 cm, New York, Marianne Boesky Gallery Chelsea
- Tenseg 05, 2016, elasto plastic RPT, 115,6 x 39,4 x 39,4 cm, New York, Marianne Boesky Gallery Chelsea
- Alu Truss Star, 2016, alluminio fresato, 426,7 x 426,7 x 426,7 cm, New York, Marianne Boesky Gallery Chelsea
- Corian Star, 2017,Corian, 119,4 x 119,4 x 119,4 cm, New York, Marianne Boesky Gallery Chelsea

### Canada
- Star of Persia I, 1967, Print, colour lithograph on wove graph paper, 66 x 78,8 cm, Ottawa, National Gallery of Canada
- Star of Persia II, 1967, Print, colour lithograph on wove graph paper, 65,7 x 81,2 cm, Ottawa, National Gallery of Canada
- Firuzabad (Variation I), 1970, Painting, acrylic on canvas, 304,8 x 609,6 cm, Ottawa, National Gallery of Canada
- Maquette for the Mural in the Orchestra Level Lobby, Princess of Wales Theatre, Toronto, 1993, Painting, colour lithography, block printing, brushed paint, spray paint, and black felt pen on wood, paper, aluminum, cardboard, plastic, cotton, and masking tape, 160 x 439 x 61 cm maximum irregular, Ottawa, National Gallery of Canada, Gift of Mr. and Mrs. David Mirvish, Toronto, 1996

### Giappone
- Tomlinson Court Park (second version), 1959, enamel paint on canvas, 213,4 × 276,9 cm, Sakura, Kawamura Memorial DIC Museum of Art
- Hiraqla Ⅲ, 1968, shaped canvas, 304,8 × 609,6 cm, Sakura, Kawamura Memorial DIC Museum of Art
- Bechhofen Ⅲ, 1972, cardboard and fabric, 275 × 257,5 × 23 cm, Sakura, Kawamura Memorial DIC Museum of Art
- Shāma 5.5X, 1979, paint on aluminium, 198,3 × 317,6 × 88 cm, Sakura, Kawamura Memorial DIC Museum of Art

### Australia
- Double gray scramble, 1973, arches 88 in carta stampata, comp 73,5 h x 129,0 l cm, Canberra, National Gallery of Australia,
- Lunna Wola (V) - 'Paper reliefs', 1975, HMP bianco fatto a mano, carta colorata a mano e carta colorata HMP fatta a mano, comp e foglio 63,6 hx 54,0 l cm, Canberra, National Gallery of Australia
- Dayton's shopping bag, 1984, stampe, portfolio, prove di stampa offset a colori con aggiunte acriliche bianca, tessuta, stampata a macchina, carta per copertine Arches, comp e foglio 47,1 hx 36,6 l cm, Canberra, National Gallery of Australia, dono di Kenneth Tyler (2002)
- Dayton's shopping bag, 1984, stampe, portfolio, prove di stampa offset a colori panna intessuta stampo a macchina realizzato con carta per copertine Arches, comp e foglio 61,2 hx 46,2 l cm, Canberra, National Gallery of Australia, dono di Kenneth Tyler (2002)
- #2 - Dress Project, 1994, stampe, litografie, incisioni e rilievi stampati con inchiostri a colori, collage, comp e foglio, collage carta TGL fatta a mano in tessuto grigio marmorizzato, 96,0 h x 82,0 l cm, Canberra, National Gallery of Australia, dono di Kenneth Tyler (2002)
- #3 - Dress Project, 1994, stampe, litografie stampate con inchiostri a colori, collage carta TGL fatta a mano in tessuto grigio marmorizzato, 96,0 h x 82,0 l cm, Canberra, National Gallery of Australia, dono di Kenneth Tyler (2002)
- #14 - Dress Project, 1994, stampe, litografie stampate con inchiostri a colori, collage carta TGL fatta a mano in tessuto grigio marmorizzato, 96,0 h x 82,0 l cm, Canberra, National Gallery of Australia, dono di Kenneth Tyler (2002)
- Perinthia - Imaginary places III, 1996, stampe, litografia, serigrafia, acquaforte, acquatinta e rilievo stampati con inchiostri a colori da 12 lastre di alluminio, cinque schermi e una lastra assemblata composta da una lastra di base in plastica Lexan, 14 lastre di rame di forma irregolare e 30 lastre di magnesio di forma irregolare, diametro 68,8, Canberra, National Gallery of Australia, dono di Kenneth Tyler (2002)
- Eusapia - Imaginary places III, 1998, stampe, litografie, serigrafie, incisioni e rilievi stampati con inchiostri a colori da 25 lastre di alluminio, due schermi e una lastra assemblata composta da 32 lastre di forma irregolare (sei rame; 26 magnesio) carta bianca tessuta fatta a mano TGL, comp 43,0 h x 42,8 l cm, foglio 53,8 h x 53,6 l cm, Canberra, National Gallery of Australia, dono di Kenneth Tyler (2002)
- Aiolio - Imaginary places III, 1998, stampe, litografia, serigrafia, acquaforte, acquatinta e rilievo stampati con inchiostri a colori da 30 lastre di alluminio, cinque schermi e una lastra assemblata composta da 24 lastre di forma irregolare (nove rame; 15 magnesio) carta bianca tessuta fatta a mano TGL, comp 54,4 hx 73,6 l cm, foglio 54,4 hx 73,6 l cm, Canberra, National Gallery of Australia